# Beautiful Life (w-inds.의 노래)
〈Beautiful Life〉는 일본의 가수 윈즈(w-inds.)의 23번째 싱글로, 2007년 11월 7일 발매되었다.

## 수록곡
전작사 : shungo.
1. Beautiful Life [3:38]
2. Space Drifter
3. I'm a Man
4. Beautiful Life （Instrumental）

### 차트
- 오리콘 차트 10위를 기록하였다.

### 타이업
- ABC·TV 아사히 계열 드라마 남자의 육아 주제가이다.
- w-inds.의 데뷔 이래 첫 번째 드라마 주제가이다.